# Tmesisternus dissimilis
Tmesisternus dissimilis là một loài bọ cánh cứng trong họ Cerambycidae.